# Karl Helfferich
Karl Helfferich (Neustadt, 1872. július 22. – Bellinzona, 1924. április 23.) német közgazdász és politikus volt. Az első világháború során több államtitkári és az alkancellári tisztséget is betöltötte. A háború után a Német Nemzeti Néppárt (DNVP) vezetője és a weimari köztársaság egyik kérlelhetetlen ellenfele lett. 1924-ben hunyt el vonatszerencsétlenség következtében.

## Élete
Karl Helfferich 1872. július 22-én született Neustadtban. Édesapja egy textilgyár tulajdonosa volt. Jogi és közgazdasági tanulmányainak befejezése után a Német Gyarmatügyi Irodánál helyezkedett el 1901-ben. Ismert pénzügyi szakértőként 1906-ban kinevezték a Bagdadi Vasúti Társaság igazgatójának, majd a berlini Deutsche Bank élére került.
Az első világháború során Helfferich különböző pozíciókat töltött be. 1915 elején kinevezték pénzügyi államtitkárnak. Egy évvel később pedig a belügyi államtitkári és az alkancellári pozíciók ellátásával bízták meg. A háborúhoz szükséges pénzösszegeket kölcsönökből és nem adóztatásból fedezte, ez azonban növelte az inflációt. Mivel politikai értelemben konzervatív, viselkedését tekintve pedig kissé arrogáns és merev volt (egyik kortársa „frakkos jezsuitának” nevezte el), ellenezte a politikai reformok bevezetését a háború ideje alatt.
Bár figyelmeztett a korlátlan tengeralattjáró-háború veszélyeire, bevezetését követően kiállt mellette. 1917-ben lemondott a pozícióiról. Nagyobb szimpátiát érzett a katonai vezetők irányában, mint a mérsékeltebb politikusok iránt. Bár 1914-ben közel állt a nemzeti liberálisokhoz, a háborút követően a Német Nemzeti Néppárt (DNVP) vezetője és a weimari köztársaság egyik kérlelhetetlen ellenfele lett. 1924. április 23-án hunyt el a svájci Bellinzona közelében, egy vonatszerencsétlenség következtében.